# Auflösung (Gesellschaftsrecht)
Als Auflösung wird im Gesellschafts- und Vereinsrecht der Beginn des Zeitraumes bezeichnet, durch den die Gesellschaft aus einer gewerblichen Tätigkeit in die Phase der Liquidation/Abwicklung ihrer Geschäfte bis zur Vollbeendigung ihrer Existenz eintritt.

## Allgemeines
Im Regelfall werden Gesellschaften auf unbegrenzte Dauer gegründet und existieren wegen ihrer wirtschaftlichen Stabilität dauerhaft. Jedoch können betriebswirtschaftliche, persönliche oder rechtliche Gründe eine vorzeitige Auflösung erfordern. Diese Auflösung überführt die Gesellschaften lediglich zunächst in das Liquidationsstadium, denn erst eine vermögenslose Gesellschaft als Rechtsträger ist mit ihrer registerlichen Löschung vollbeendet. Ziel der Auflösung mithin ist die Vollbeendigung. Die Auflösung bewirkt keine grundsätzliche Änderung in der Rechtsnatur der Gesellschaft, die Vorschriften für die jeweilige Rechtsform (HGB, AktG, GmbHG, GenG) bleiben in dieser Phase des Beendigungsstadiums weiterhin anwendbar (§ 131 HGB). Die Auflösung führt lediglich zur Aufgabe des Erwerbszwecks und zur Umwandlung in eine Abwicklungsgesellschaft.

## Auflösungsgründe
Dabei unterscheidet das deutsche Gesellschaftsrecht zunächst zwischen Personenhandels- und Kapitalgesellschaften. Gesetzliche Auflösungsgründe sind in den § 131, § 133 HGB für die Personenhandelsgesellschaften (OHG, KG) abschließend aufgezählt. Diese Vorschrift wurde für Kapitalgesellschaften in § 60 Abs. 1 GmbHG (für die GmbH) und in § 262 Abs. 1 AktG (für AG, KGaA) analog übernommen.
Das Gesetz sieht folgende Auflösungsgründe vor:
- durch Ablauf der in der Satzung bestimmten Zeit,
- durch Beschluss der Hauptversammlung (75 % des vertretenen Grundkapitals),
- durch die Eröffnung des Insolvenzverfahrens über das Vermögen der Gesellschaft oder
- durch amtliche Löschung der Gesellschaft wegen Vermögenslosigkeit nach § 394 FamFG

Eher selten kommt es zur Auflösung, weil die in der Satzung bestimmte Zeit abgelaufen ist, da ganz überwiegend Gesellschaften auf unbestimmte Zeit geschlossen werden. Am häufigsten sind Auflösungen wegen Insolvenz oder Amtslöschung wegen Vermögenslosigkeit. Die Eröffnung des Insolvenzverfahrens über das Vermögen der Gesellschaften ist gemäß
- § 42 Abs. 1 Satz 1 BGB (Verein),
- § 728 Abs. 1 Satz 1 BGB (GbR),
- § 131 Abs. 1 Nr. 3 HGB (OHG/KG),
- § 9 Abs. 1 (PartGG),
- § 262 Abs. 1 Nr. 3 AktG (AG),
- § 60 Abs. 1 Nr. 4 GmbHG (GmbH),
- § 101 GenG (Genossenschaft)

jeweils gesetzlicher Auflösungsgrund.
Nach § 143 Abs. 1 HGB, § 263 AktG, § 65 GmbHG ist die Auflösung durch die Gesellschafter bzw. durch den Vorstand der AG/KGaA/GmbH/Genossenschaft in notariell beglaubigter Form zur Eintragung ins Handelsregister anzumelden. Damit ist die Auflösung eine eintragungspflichtige Tatsache. Eintragungspflichtige Tatsachen genießen im Hinblick auf die Registerpublizität den Vertrauensschutz des § 15 Abs. 1 und 3 HGB. Ab dem Auflösungszeitpunkt firmieren die Gesellschaften mit dem Firmenzusatz „i. L.“ („in Liquidation“) oder „i. Abw.“ („in Abwicklung“), der ihre  Geschäftspartner auf die Abwicklungsphase hinweist.

## Fortsetzung der Existenz
Die Auflösung überführt die Gesellschaften lediglich in das Liquidationsstadium, beendet jedoch nicht ihre Existenz. Unabhängig von der Rechtsform wird durch die Auflösung weder die Rechtspersönlichkeit noch die Handlungsfähigkeit einer Gesellschaft vernichtet. Eine GmbH verliert trotz Löschung im Handelsregister ihre Rechts- und Parteifähigkeit erst mit Vollbeendigung. Trotz Auflösung bleibt die Gesellschaft z. B. in einem Prozess parteifähig, kann klagen und verklagt werden. Die Firma bleibt im Fall der Auflösung mit dem Firmenzusatz erhalten. Die aufzulösende Gesellschaft ist jedoch nicht mehr auf die gewerbliche („werbende“) Teilnahme am Wirtschaftsverkehr gerichtet, sondern auf die Abwicklung ihres Gesellschaftsvermögens, also der Veräußerung der Aktiva, Begleichung der Verbindlichkeiten und Verteilung eines etwaigen Überschusses. Die Auflösung ist mithin lediglich eine Änderung des Gesellschaftszwecks.
Rechtsformunabhängig bildet die Auflösung regelmäßig die erste Phase des Lebensendes einer Gesellschaft und leitet die Liquidations- und Vollbeendigungsphase ein, der abschließend die registerliche Löschung folgt. Nur ausnahmsweise können diese Stadien zusammen fallen, insbesondere bei Löschung der Gesellschaft wegen Vermögenslosigkeit durch das Registergericht gemäß § 394 FamFG (§ 60 Abs. 1 Nr. 7 GmbHG). Erst nach vollständiger Abwicklung ist die Gesellschaft voll beendet und kann im Handelsregister gelöscht werden.

## Überführung in das Abwicklungsstadium
Die Auflösung überführt die Gesellschaften und Vereine insoweit lediglich in das Liquidationsstadium; eine Auflösung der Gesellschaft leitet mithin ihre Abwicklung ein, wenn nicht über das Vermögen der Gesellschaft das Insolvenzverfahren eröffnet worden ist. Die Abwicklung einer Gesellschaft findet nach deren Auflösung statt (z. B. § 264 Abs. 1 AktG). Die je nach Rechtsform geltenden gesetzlichen Bestimmungen trennen mithin scharf zwischen den verschiedenen Phasen und setzen regelmäßig voraus, dass die Auflösung einer Gesellschaft ihrer Abwicklung vorausgeht. Dem Registergericht kommt im Rahmen der Vollbeendigung einer Gesellschaft deshalb eine wichtige Aufgabe zu. Es hat nach § 26 FamFG bei einem Löschungsantrag zu prüfen, ob die Auflösung eingetragen wurde und die Abwicklung tatsächlich beendet worden ist und folglich weder Restvermögen noch sonstige Abwicklungsmaßnahmen erforderlich sind.